# Campeonato Gaúcho de Futebol
O Campeonato Gaúcho de Futebol, mais conhecido como Gauchão é uma competição oficial e profissional de futebol no estado do Rio Grande do Sul. Organizado pela Federação Gaúcha de Futebol (FGF), começou a ser disputado em 1919, não tendo sido realizado apenas nos anos de 1923 e 1924, devido à Revolução Federalista. É um dos campeonatos mais antigos em disputa no Brasil. Foi criado por iniciativa da então Federação Rio-Grandense de Desportos (FRGD). A primeira edição, realizada em 1919 teve a vitória do Grêmio Esportivo Brasil, da cidade de Pelotas. Em meados de 1940, com a profissionalização do futebol do estado, a FRGD dividiu-se, e o campeonato passou a ser organizado pela sua sucessora específica, a Federação Rio-Grandense de Futebol (FRGF), que só na década de 1960 ganhou sua denominação atual de Federação Gaúcha de Futebol (FGF).
O Internacional é o maior vencedor da competição, com 46 títulos, seguido pelo Grêmio com 43 títulos e o Guarany com 2 títulos. A maior sequência de títulos consecutivos pertence ao Internacional, que conquistou o octacampeonato ao vencer os campeonatos entre 1969 e 1976.  Desde 1940 quando o campeonato profissionalizou, a dupla Grenal não conquistou o título em apenas quatro oportunidades: o extinto Renner ganhou a taça em 1954, o Juventude de Lori Sandri foi campeão em 1998, o Caxias, em 2000, sob o comando de Tite, e o Novo Hamburgo, em 2017, treinado por Beto Campos.
Além da conquista principal, existe o Campeonato do Interior Gaúcho, criado para incentivar as equipes de outras regiões a participar da competição. Segundo a fórmula adotada a partir de 2012, a premiação é dada a equipe melhor classificada no campeonato, desde que não seja Grêmio ou Internacional e não tenha disputado a final da competição.

## Histórico

### A primeira edição
A primeira edição do Campeonato Gaúcho estava marcada para ter ocorrido em 1918, entre as equipes do 14 de Julho, Brasil de Pelotas e Cruzeiro de Porto Alegre, em um triangular final, mas por conta de uma epidemia de Gripe espanhola no Rio Grande do Sul, o torneio foi cancelado e adiado até o fim da epidemia. Em 1919, com o fim da epidemia, foi possibilitado a realização da primeira edição do torneio. Em dezembro de 2021, a Federação Gaúcha de Futebol reconheceu os três clubes participantes da edição de 1918 como “Campeões Honoríficos”.
O plano original da organização era contar com a participação de representantes de várias cidades e regiões, entretanto, os representantes de Bagé (Guarany), Cruz Alta (clube desconhecido), Sant'Ana do Livramento (14 de Julho), São Leopoldo (Sport Club Nacional) e Uruguaiana (Uruguaiana), não conseguiram inscrever seus atletas à tempo, sendo eliminados. Assim, restaram apenas os representantes de Pelotas e Porto Alegre: Brasil e Grêmio. O Brasil de Pelotas foi o campeão do campeonato.

### Campeonato por regiões

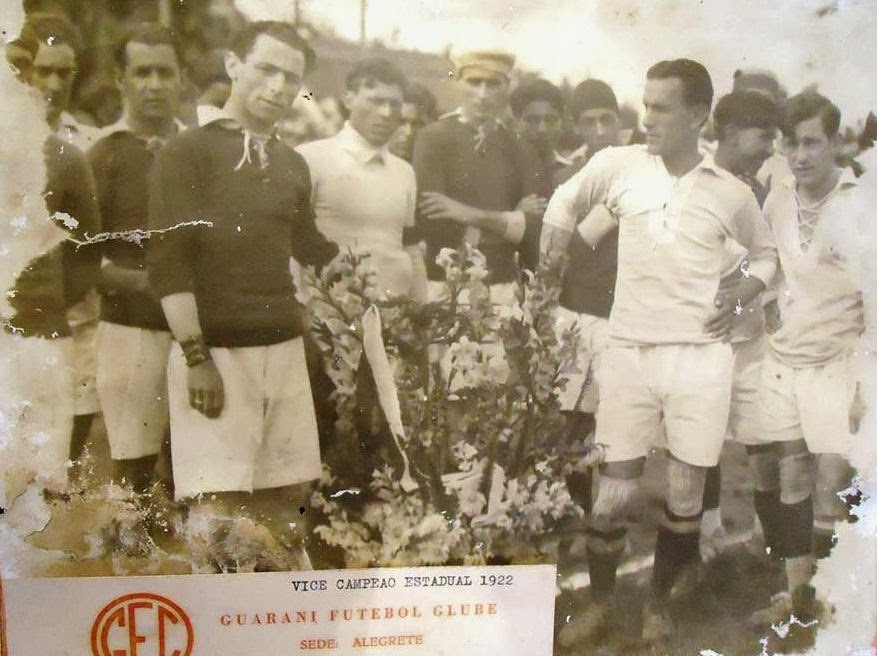
Foto promocional da final do Campeonato Gaúcho de 1922 entre Grêmio e o extinto Guarani de Alegrete

Até 1960, o Campeonato Gaúcho era disputado por regiões, em sistema eliminatório, entre o campeão da capital e um número variável de outros clubes representantes de regiões do estado. Por isso, até 1960, nunca havia tido mais de uma equipe de Porto Alegre entre os quatro primeiros colocados - na verdade nunca havia tido mais de um representante da capital disputando o campeonato.
Neste período, o Grêmio chegou 18 vezes à final contra o campeão do interior, tendo vencido 12 confrontos e perdido 6 vezes. Já o Internacional foi campeão porto-alegrense em 16 temporadas - e, ao enfrentar o campeão do interior, venceu 15 vezes e perdeu apenas uma - contra o Rio Grande, em 1936. Os outros clubes porto-alegrenses que chegaram às finais do Campeonato Gaúcho por regiões (Americano em 1928, Cruzeiro-RS em 1929 e Renner em 1954) venceram seus confrontos contra os clubes do interior.
Portanto, em 42 anos de campeonato neste formato, foram 30 vitórias da capital contra 7 do interior. O Campeonato Gaúcho não foi disputado nos anos de 1923 e 1924, por causa da Revolução de 1923. E não teve participação das principais equipes de Porto Alegre nos anos de 1937, 1938 e 1939, por causa da cisão ocorrida na AMGEA (Associação Metropolitana Gaúcha de Esportes Athleticos) em função da adoção de relações de profissionalismo entre os clubes e seus jogadores.

### Campeonato unificado

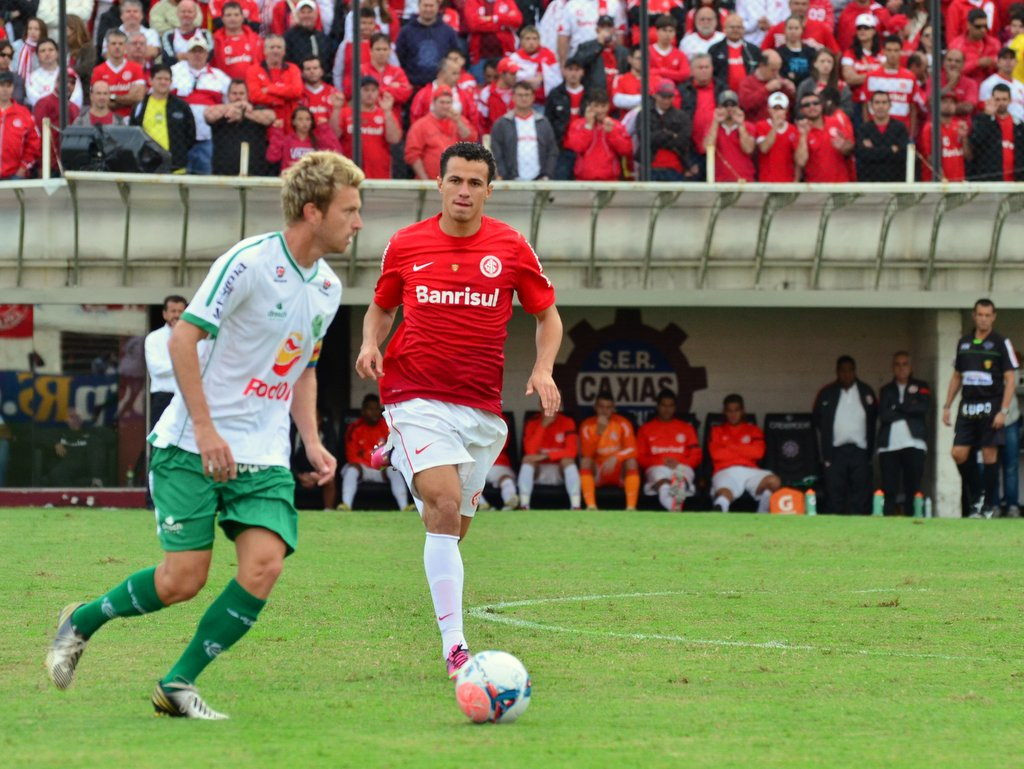
Partida entre Internacional e Juventude pelo Campeonato Gaúcho de 2013

A partir de 1961 o Campeonato Gaúcho foi unificado, com os principais clubes da capital e do interior disputando o título da divisão principal, e um sistema de acesso e descenso (variável ao longo do tempo) para as divisões inferiores.
Nos primeiros sete anos após a unificação (1961-67), o Campeonato Gaúcho foi disputado por 12 clubes, no sistema "todos contra todos" ("pontos corridos") em dois turnos. Entre 1968 e 1971, com o aumento do número de clubes para 18 (depois 25 e 23), passou a haver uma fase preliminar, classificatória; mas a fase final, disputada por 8 clubes, seguiu sendo em 2 turnos, todos contra todos. Em 1972, a fase final teve 10 clubes no mesmo sistema de disputa.

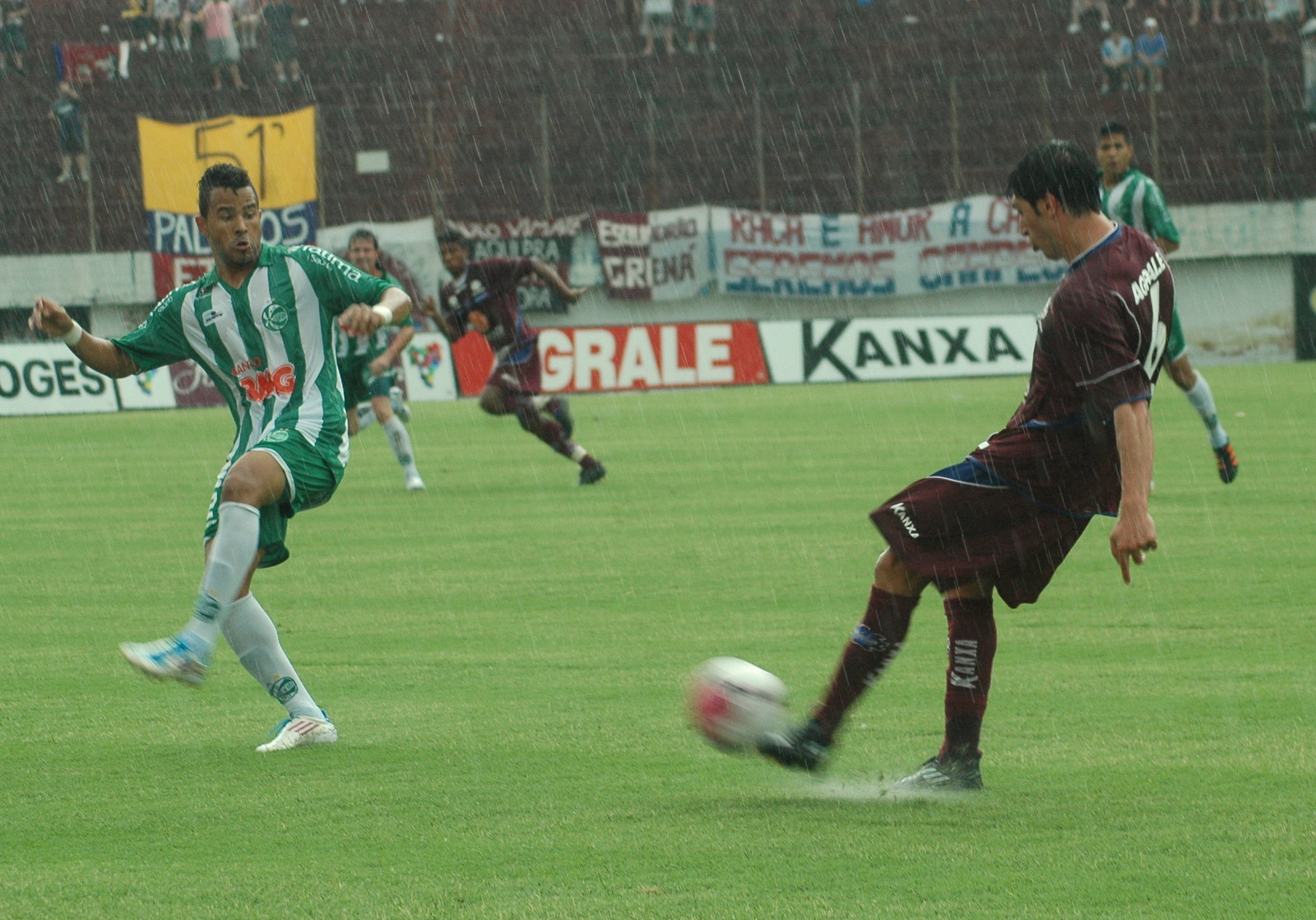
O Clássico Ca-Ju (Caxias vs. Juventude) no Campeonato Gaúcho de 2012

Em 1973-74, com o aumento do período do ano reservado ao Campeonato Brasileiro, a fase preliminar do Gauchão deixou de contar com a dupla Grenal - e a fase final, pela primeira vez, foi disputada no sistema "Fórmula Fraga", com dois turnos independentes. Em 1975-77 a "Fórmula Fraga" tornou-se mais complexa, com três fases independentes, porém com o primeiro turno sendo classificatório para os demais, que seriam disputados por apenas 4 equipes (8 em 1977). Em 1978, a fórmula do campeonato foi tão complicada que o Grêmio se viu na obrigação de perder um jogo para garantir a sua classificação à fase final.

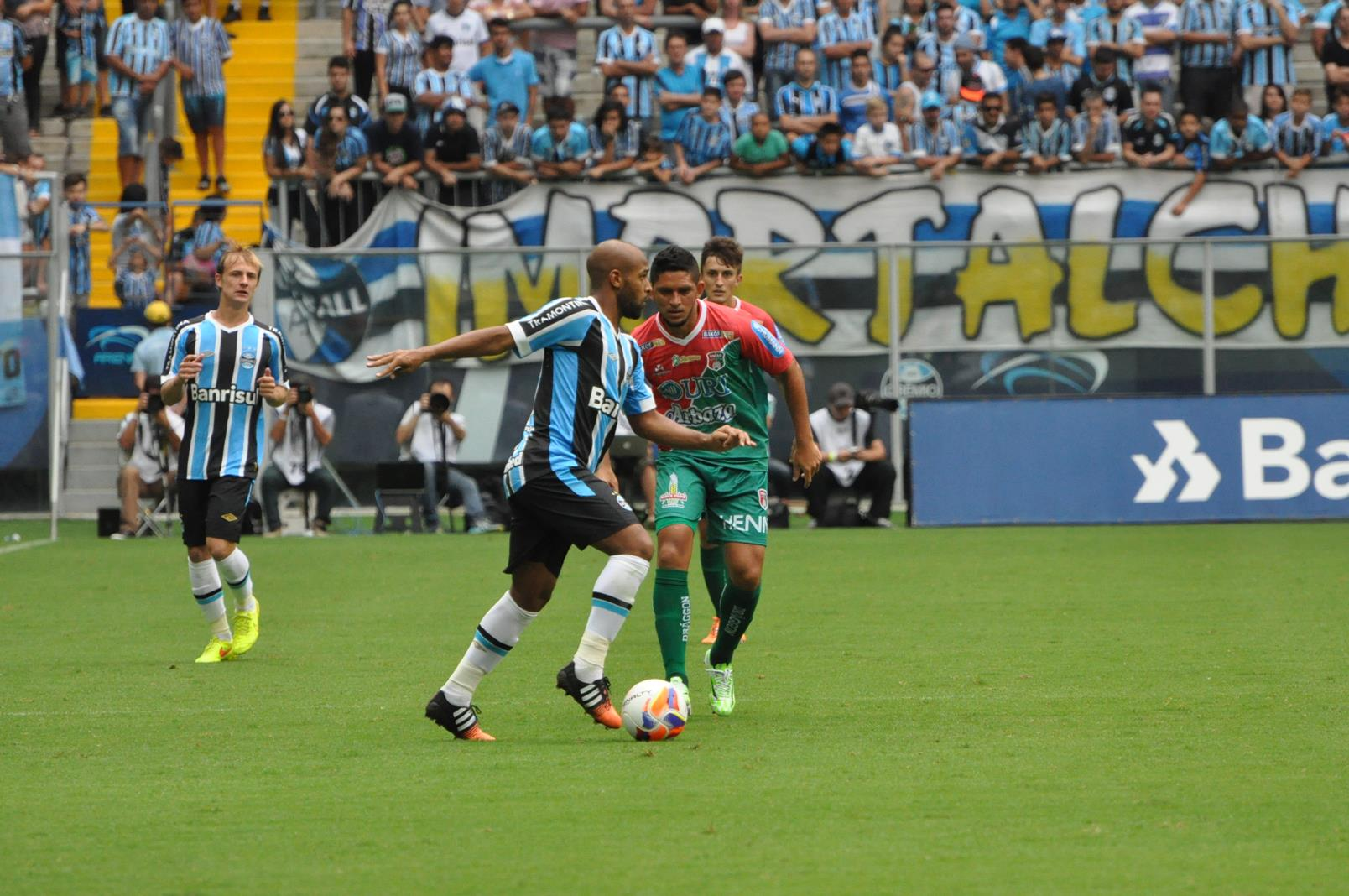
Grêmio vs. União Frederiquense pelo Campeonato Gaúcho de 2015

No período 1979-90, o Campeonato Gaúcho voltou a ser disputado no sistema de pontos corridos, em dois turnos, com 4, 6 ou 8 clubes; mas com uma fase classificatória com 12 a 20 clubes, disputada de formas variadas, e que valia uma quantidade também variada de pontos extras para a fase final. A exceção deste período foi o campeonato de 1985, em que voltou a ser empregada a "Fórmula Fraga". Em 1989, cumprindo uma determinação experimental da FIFA (que já havia sido aplicada no Campeonato Brasileiro do ano anterior), o Campeonato Gaúcho não teve empates: os jogos que terminassem empatados foram, por regulamento, decididos em disputa de pênaltis.
Em 1991-92, pela primeira vez desde a unificação, a fórmula do Campeonato Gaúcho previa necessariamente uma final, já que havia uma fase classificatória com 20 a 22 clubes, uma fase intermediária com 8 clubes divididos em 2 grupos, e uma final, em melhor de três, entre os vencedores de cada grupo. Em 1993, voltou o sistema dos anos 1980, com uma grande fase classificatória e um octogonal decidido em pontos corridos. Em 1994, o Gauchão voltou a ser disputado no sistema "todos contra todos", mas com 23 clubes, num total de 44 rodadas, de março a dezembro, intercalado com o Campeonato Brasileiro e outras competições.
A partir de 1995, por determinação da FIFA, as vitórias passaram a valer 3 pontos. Mas isso apenas na fase classificatória, disputada entre 14 a 18 equipes, porque no período 1995-99 o Gauchão foi decidido numa fase eliminatória, com semifinais e final em jogos de ida-e-volta, incluindo-se quartas-de-final em 1998 e 1999. Variações deste sistema voltaram a ser usadas entre 2002 e 2008. Porém, antes disso, os campeonatos gaúchos de 2000 e 2001 voltaram a ter uma fase classificatória e dois turnos finais em "Fórmula Fraga", com 8 equipes.

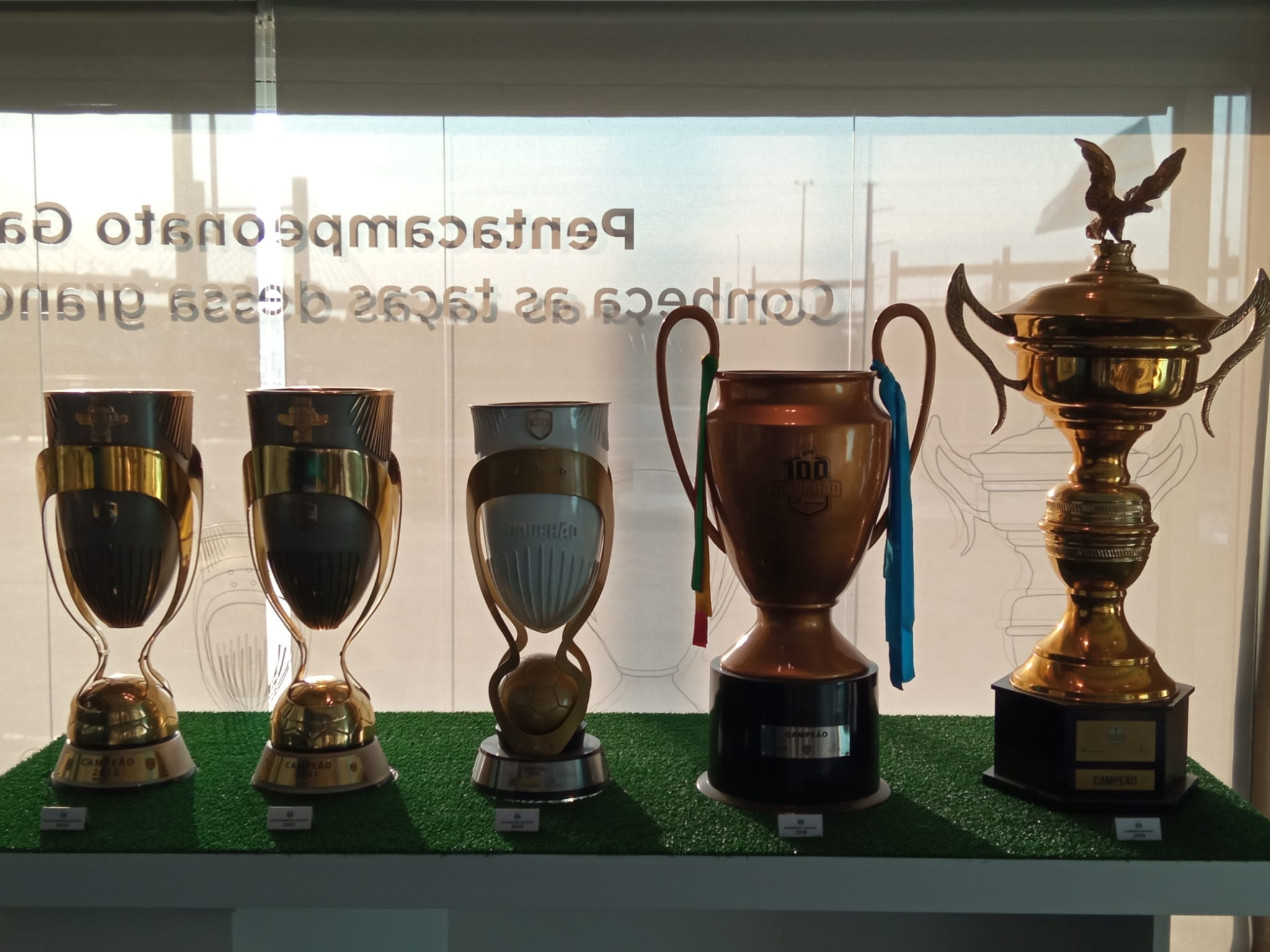
Troféus do Gauchão ganhados pelo Grêmio de 2018 até 2022

Em 2009, o Campeonato Gaúcho adotou o sistema carioca de duas "taças" independentes, cada uma delas decidida de forma eliminatória, após uma fase de dois grupos, e uma decisão final em ida-e-volta caso houvesse dois vencedores diferentes, um em cada taça. Estas competições parciais, a princípio, se chamaram Taça Fernando Carvalho e Taça Fábio Koff, em homenagem aos ex-presidentes da dupla Grenal. Mas em 2011 passaram a se chamar Taça Piratini e Taça Farroupilha.
Em 2014, devido à disputa da Copa do Mundo no Brasil, o formato com duas taças foi deixado de lado, mas o sistema de dois grupos e eliminatórias foi mantido. Porém no ano seguinte houve uma nova mudança: em vez de dois grupos, apenas um, com todas as equipes.

## Participantes em 2026
| Equipe                                         | Cidade            | Estádio          | Capacidade | Em 2025              | Títulos (Último) |
| ---------------------------------------------- | ----------------- | ---------------- | ---------- | -------------------- | ---------------- |
| Esporte Clube Avenida                          | Santa Cruz do Sul | Eucaliptos       | 3 600      | Nono colocado        | 0 (não possui)   |
| Sociedade Esportiva e Recreativa Caxias do Sul | Caxias do Sul     | Centenário       | 22 132     | Quarto colocado      | 1 (2000)         |
| Guarany Futebol Clube                          | Bagé              | Estrela D'Alva   | 10 000     | Sétimo colocado      | 2 (1938)         |
| Grêmio Foot-Ball Porto Alegrense               | Porto Alegre      | Arena do Grêmio  | 55 662     | Segundo colocado     | 43 (2024)        |
| Esporte Clube Internacional                    | Pelotas           | Caldeirão        | 6 554      | Finalista (Série A2) | 0 (não possui)   |
| Sport Club Internacional                       | Porto Alegre      | Beira-Rio        | 50 128     | Primeiro colocado    | 46 (2025)        |
| Esporte Clube Juventude                        | Caxias do Sul     | Alfredo Jaconi   | 19 924     | Terceiro colocado    | 1 (1998)         |
| Monsoon Futebol Clube                          | Porto Alegre      | Estádio do Vale  | 5 196      | Oitavo colocado      | 0 (não possui)   |
| Esporte Clube Novo Hamburgo                    | Novo Hamburgo     | Estádio do Vale  | 5 196      | Finalista (Série A2) | 1 (2017)         |
| Esporte Clube São José                         | Porto Alegre      | Passo d'Areia    | 10 646     | Décimo colocado      | 0 (não possui)   |
| Esporte Clube São Luiz                         | Ijuí              | 19 de Outubro    | 5 217      | Sexto colocado       | 0 (não possui)   |
| Ypiranga Futebol Clube                         | Erechim           | Colosso da Lagoa | 22 000     | Quinto colocado      | 0 (não possui    |

## Lista de campeões
A edição de 1918 não aconteceu oficialmente, sendo que os campeões foram apontados honorificamente. Este campeonato foi suspenso por conta da Gripe espanhola, e em 2021 a Federação Gaúcha de Futebol reconheceu os três participantes como “campeões honoríficos”.
| Edição                                                                                    | Ano                | Campeão                                                                         | Vice-campeão                                                                    | Terceiro colocado                                                               | Quarto colocado                                                                 | Artilheiro(s)                                           | Gols               |
| Fase Regionalizada                                                                        | Fase Regionalizada | Fase Regionalizada                                                              | Fase Regionalizada                                                              | Fase Regionalizada                                                              | Fase Regionalizada                                                              | Fase Regionalizada                                      | Fase Regionalizada |
| ----------------------------------------------------------------------------------------- | ------------------ | ------------------------------------------------------------------------------- | ------------------------------------------------------------------------------- | ------------------------------------------------------------------------------- | ------------------------------------------------------------------------------- | ------------------------------------------------------- | ------------------ |
|                                                                                           | 1918               | Brasil de Pelotas (1), Cruzeiro-RS (1) e 14 de Julho (1) (Campeões honoríficos) | Brasil de Pelotas (1), Cruzeiro-RS (1) e 14 de Julho (1) (Campeões honoríficos) | Brasil de Pelotas (1), Cruzeiro-RS (1) e 14 de Julho (1) (Campeões honoríficos) | Brasil de Pelotas (1), Cruzeiro-RS (1) e 14 de Julho (1) (Campeões honoríficos) | —                                                       | —                  |
| 1ª                                                                                        | 1919               | Brasil de Pelotas (2)                                                           | Grêmio                                                                          | —                                                                               | —                                                                               | Proença Brasil de Pelotas                               | 3                  |
| 2ª                                                                                        | 1920               | Guarany de Bagé (1)                                                             | Grêmio                                                                          | Uruguaiana                                                                      | 14 de Julho                                                                     | Grecco Guarany de Bagé                                  | 2                  |
| 3ª                                                                                        | 1921               | Grêmio (1)                                                                      | Riograndense                                                                    | Brasil de Pelotas                                                               | Uruguaiana                                                                      | Mosquito Riograndense                                   | 3                  |
| 4ª                                                                                        | 1922               | Grêmio (2)                                                                      | Guarani de Alegrete                                                             | Guarany de Cruz Alta                                                            | Bagé                                                                            | Lagarto Grêmio                                          | 5                  |
| O Campeonato Gaúcho não foi realizado no biênio 1923—1924 por conta da Revolução de 1923. |                    |                                                                                 |                                                                                 |                                                                                 |                                                                                 |                                                         |                    |
| 5ª                                                                                        | 1925               | Bagé (1)                                                                        | Grêmio                                                                          | Guarany de Cruz Alta                                                            | Grêmio Santanense                                                               | Pascoalito Bagé                                         | ?                  |
| 6ª                                                                                        | 1926               | Grêmio (3)                                                                      | Guarany de Bagé                                                                 | Guarany-CS                                                                      | Independente                                                                    | Coró Grêmio                                             | ?                  |
| 7ª                                                                                        | 1927               | Internacional (1)                                                               | Bagé                                                                            | 14 de Julho                                                                     | Nacional-SL                                                                     | Barros Internacional                                    | ?                  |
| 8ª                                                                                        | 1928               | Americano-RS (1)                                                                | Bagé                                                                            | Gaúcho                                                                          | Guarany de Rosário                                                              | Joãozinho Americano-RS                                  | ?                  |
| 9ª                                                                                        | 1929               | Cruzeiro-RS [d] (2)                                                             | Guarany de Bagé                                                                 | Riograndense                                                                    | Ferro Carril                                                                    | Nestor Cruzeiro-RS                                      | ?                  |
| 10ª                                                                                       | 1930               | Pelotas (1)                                                                     | Grêmio                                                                          | Novo Hamburgo                                                                   | 14 de Julho                                                                     | Marcial Pelotas                                         | ?                  |
| 11ª                                                                                       | 1931               | Grêmio (4)                                                                      | Guarani de Alegrete                                                             | Riograndense                                                                    | Brasil de Pelotas                                                               | Artigas Pérez Grêmio                                    | 3                  |
| 12ª                                                                                       | 1932               | Grêmio (5)                                                                      | Pelotas                                                                         | Santa Cruz                                                                      | 14 de Julho                                                                     | Artigas Pérez Grêmio                                    | ?                  |
| 13ª                                                                                       | 1933               | São Paulo-RS (1)                                                                | Grêmio                                                                          | Novo Hamburgo                                                                   | Universal                                                                       | Nenê Grêmio                                             | 4                  |
| 14ª                                                                                       | 1934               | Internacional (2)                                                               | Farroupilha[a]                                                                  | Riograndense-CA                                                                 | Uruguaiana                                                                      | Tupan Internacional                                     | 3                  |
| 15ª                                                                                       | 1935               | Farroupilha (1) [a]                                                             | Grêmio                                                                          | Novo Hamburgo                                                                   | Grêmio Santanense                                                               | Russinho Grêmio                                         | 7                  |
| 16ª                                                                                       | 1936               | Rio Grande (1)                                                                  | Internacional                                                                   | Riograndense                                                                    | Novo Hamburgo                                                                   | Oscar Novo Hamburgo                                     | 7                  |
| 17ª                                                                                       | 1937               | Grêmio Santanense (1)                                                           | Riograndense                                                                    | Novo Hamburgo                                                                   | Riograndense                                                                    | Hortêncio Souza/Tom Mix Grêmio Santanense               | ?                  |
| 18ª                                                                                       | 1938               | Guarany de Bagé (2)                                                             | Riograndense                                                                    | Riograndense                                                                    | Renner                                                                          | Picão Guarany de Bagé                                   | ?                  |
| 19ª                                                                                       | 1939               | Riograndense (1)                                                                | Grêmio Santanense                                                               | Gaúcho                                                                          | Novo Hamburgo                                                                   | Carruíra/Chinês Riograndense                            | ?                  |
| 20ª                                                                                       | 1940               | Internacional (3)                                                               | Bagé                                                                            | Riograndense                                                                    | Juventude                                                                       | Marques Internacional                                   | ?                  |
| 21ª                                                                                       | 1941               | Internacional (4)                                                               | Rio Grande                                                                      | Riograndense                                                                    | Riograndense-PF                                                                 | José Villalba Internacional                             | ?                  |
| 22ª                                                                                       | 1942               | Internacional (5)                                                               | Novo Hamburgo [b]                                                               | Armour                                                                          | Brasil de Pelotas                                                               | José Villalba Internacional                             | ?                  |
| 23ª                                                                                       | 1943               | Internacional (6)                                                               | Guarany-CS                                                                      | Farroupilha                                                                     | Guarany de Bagé                                                                 | Tesourinha Internacional                                | ?                  |
| 24ª                                                                                       | 1944               | Internacional (7)                                                               | Bagé                                                                            | Cachoeira                                                                       | Novo Hamburgo[b]                                                                | Xinxim Internacional                                    | ?                  |
| 25ª                                                                                       | 1945               | Internacional (8)                                                               | Pelotas                                                                         | Esperança                                                                       | Inter de Santa Maria                                                            | Tesourinha Internacional                                | ?                  |
| 26ª                                                                                       | 1946               | Grêmio (6)                                                                      | Riograndense                                                                    | Grêmio Santanense                                                               | Guarany de Bagé                                                                 | Cordeiro/Hélio Grêmio                                   | ?                  |
| 27ª                                                                                       | 1947               | Internacional (9)                                                               | Novo Hamburgo[b]                                                                | Guarany de Bagé                                                                 | Fluminense-RS                                                                   | Carlitos Internacional                                  | ?                  |
| 28ª                                                                                       | 1948               | Internacional (10)                                                              | Grêmio Santanense                                                               | Cachoeira                                                                       | Novo Hamburgo[b]                                                                | Ghizzoni Internacional                                  | 5                  |
| 29ª                                                                                       | 1949               | Grêmio (7)                                                                      | Novo Hamburgo[b]                                                                | 14 de Julho                                                                     | Brasil de Pelotas                                                               | Geada/Hermes Grêmio                                     | ?                  |
| 30ª                                                                                       | 1950               | Internacional (11)                                                              | Novo Hamburgo[b]                                                                | Brasil de Pelotas                                                               | Uruguaiana                                                                      | Ênio Andrade Internacional                              | 3                  |
| 31ª                                                                                       | 1951               | Internacional (12)                                                              | Pelotas                                                                         | Rio Grande                                                                      | —                                                                               | Canhotinho Internacional                                | ?                  |
| 32ª                                                                                       | 1952               | Internacional (13)                                                              | Novo Hamburgo[b]                                                                | Brasil de Pelotas                                                               | 14 de Julho                                                                     | Bodinho Internacional                                   | 4                  |
| 33ª                                                                                       | 1953               | Internacional (14)                                                              | Brasil de Pelotas                                                               | Uruguaiana                                                                      | Guarany de Bagé                                                                 | Luizinho/Canhotinho/Bodinho Internacional               | ?                  |
| 34ª                                                                                       | 1954               | Renner (1)                                                                      | Brasil de Pelotas                                                               | Ferro Carril                                                                    | Gabrielense                                                                     | Breno Mello Renner                                      | 3                  |
| 35ª                                                                                       | 1955               | Internacional (15)                                                              | Brasil de Pelotas                                                               | Cruzeiro-SG                                                                     | Uruguaiana                                                                      | Larry Internacional                                     | ?                  |
| 36ª                                                                                       | 1956               | Grêmio (8)                                                                      | Pelotas                                                                         | Cruzeiro-SG                                                                     | Ferro Carril                                                                    | Gessy Grêmio                                            | ?                  |
| 37ª                                                                                       | 1957               | Grêmio (9)                                                                      | Bagé                                                                            | Riograndense                                                                    | Santa Cruz                                                                      | Cabral/Hercílio/Toquinho Bagé/Grêmio/Grêmio             | 2                  |
| 38ª                                                                                       | 1958               | Grêmio (10)                                                                     | Guarany de Bagé                                                                 | 14 de Julho                                                                     | Pelotas                                                                         | Max/Milton Kuelle/Giovani Guarany de Bagé/Grêmio/Grêmio | 2                  |
| 39ª                                                                                       | 1959               | Grêmio (11)                                                                     | Farroupilha                                                                     | Santa Cruz                                                                      | Cruzeiro-SG                                                                     | Juarez/Gessy Grêmio                                     | ?                  |
| 40ª                                                                                       | 1960               | Grêmio (12)                                                                     | Pelotas                                                                         | Nacional-CA                                                                     | 14 de Julho                                                                     | Gessy Grêmio                                            | ?                  |
| Fase Unificada                                                                            |                    |                                                                                 |                                                                                 |                                                                                 |                                                                                 |                                                         |                    |
| 41ª                                                                                       | 1961               | Internacional (16)                                                              | Grêmio                                                                          | Novo Hamburgo[b]                                                                | Farroupilha                                                                     | Sapiranga Internacional                                 | 16                 |
| 42ª                                                                                       | 1962               | Grêmio (13)                                                                     | Internacional                                                                   | Guarany de Bagé                                                                 | Caxias                                                                          | Paulo Lumumba/Geovani Grêmio/Novo Hamburgo              | 11                 |
| 43ª                                                                                       | 1963               | Grêmio (14)                                                                     | Internacional                                                                   | Brasil de Pelotas                                                               | Aimoré                                                                          | Marino Grêmio                                           | 18                 |
| 44ª                                                                                       | 1964               | Grêmio (15)                                                                     | Internacional                                                                   | Juventude                                                                       | Brasil de Pelotas                                                               | Oli Aimoré                                              | 14                 |
| 45ª                                                                                       | 1965               | Grêmio (16)                                                                     | Juventude                                                                       | Novo Hamburgo                                                                   | Internacional                                                                   | Alcindo Grêmio                                          | 21                 |
| 46ª                                                                                       | 1966               | Grêmio (17)                                                                     | Internacional                                                                   | Juventude                                                                       | Aimoré                                                                          | Sapiranga Novo Hamburgo                                 | 13                 |
| 47ª                                                                                       | 1967               | Grêmio (18)                                                                     | Internacional                                                                   | Farroupilha                                                                     | Guarany de Bagé                                                                 | Nico Riograndense                                       | 17                 |
| 48ª                                                                                       | 1968               | Grêmio (19)                                                                     | Internacional                                                                   | Cruzeiro-RS [d]                                                                 | Brasil de Pelotas                                                               | Alcindo Grêmio                                          | 12                 |
| 49ª                                                                                       | 1969               | Internacional (17)                                                              | Grêmio                                                                          | Caxias                                                                          | Cruzeiro-RS [d]                                                                 | Paraguaio Cruzeiro-RS                                   | 8                  |
| 50ª                                                                                       | 1970               | Internacional (18)                                                              | Grêmio                                                                          | Caxias                                                                          | Esportivo                                                                       | Claudiomiro Internacional                               | 10                 |
| 51ª                                                                                       | 1971               | Internacional (19)                                                              | Grêmio                                                                          | Esportivo                                                                       | São José-RS                                                                     | Valdomiro/Décio Internacional/Esportivo                 | 11                 |
| 52ª                                                                                       | 1972               | Internacional (20)                                                              | Grêmio                                                                          | Novo Hamburgo                                                                   | Caxias                                                                          | Claudiomiro Internacional                               | 13                 |
| 53ª                                                                                       | 1973               | Internacional (21)                                                              | Grêmio                                                                          | Inter de Santa Maria                                                            | Esportivo                                                                       | Bebeto Gaúcho                                           | 12                 |
| 54ª                                                                                       | 1974               | Internacional (22)                                                              | Grêmio                                                                          | Atlético Carazinho                                                              | Caxias                                                                          | Escurinho Internacional                                 | 11                 |
| 55ª                                                                                       | 1975               | Internacional (23)                                                              | Grêmio                                                                          | Santa Cruz                                                                      | Caxias                                                                          | Tarciso/Bebeto Grêmio/Gaúcho                            | 13                 |
| 56ª                                                                                       | 1976               | Internacional (24)                                                              | Grêmio                                                                          | Esportivo                                                                       | Caxias                                                                          | Alcindo Grêmio                                          | 17                 |
| 57ª                                                                                       | 1977               | Grêmio (20)                                                                     | Internacional                                                                   | Caxias                                                                          | Juventude                                                                       | Flávio/Luís Freire Pelotas/Esportivo                    | 13                 |
| 58ª                                                                                       | 1978               | Internacional (25)                                                              | Grêmio                                                                          | Caxias                                                                          | Esportivo                                                                       | Valdomiro/Jair Internacional                            | 15                 |
| 59ª                                                                                       | 1979               | Grêmio (21)                                                                     | Esportivo                                                                       | Internacional                                                                   | São Paulo-RS                                                                    | Jair Internacional                                      | 24                 |
| 60ª                                                                                       | 1980               | Grêmio (22)                                                                     | Internacional                                                                   | Inter de Santa Maria                                                            | Novo Hamburgo                                                                   | Baltazar Grêmio                                         | 28                 |
| 61ª                                                                                       | 1981               | Internacional (26)                                                              | Grêmio                                                                          | Inter de Santa Maria                                                            | Novo Hamburgo                                                                   | Baltazar Grêmio                                         | 20                 |
| 62ª                                                                                       | 1982               | Internacional (27)                                                              | Grêmio                                                                          | Esportivo                                                                       | Novo Hamburgo                                                                   | Geraldão Internacional                                  | 20                 |
| 63ª                                                                                       | 1983               | Internacional (28)                                                              | Brasil de Pelotas                                                               | Grêmio                                                                          | Juventude                                                                       | Kita Juventude                                          | 15                 |
| 64ª                                                                                       | 1984               | Internacional (29)                                                              | Grêmio                                                                          | Brasil de Pelotas                                                               | Novo Hamburgo                                                                   | Ademir Alcântara Pelotas                                | 21                 |
| 65ª                                                                                       | 1985               | Grêmio (23)                                                                     | Internacional                                                                   | Caxias                                                                          | Novo Hamburgo                                                                   | Caio Júnior/Tita Grêmio/Internacional                   | 12                 |
| 66ª                                                                                       | 1986               | Grêmio (24)                                                                     | Internacional                                                                   | Juventude                                                                       | Novo Hamburgo                                                                   | Balalo Internacional                                    | 14                 |
| 67ª                                                                                       | 1987               | Grêmio (25)                                                                     | Internacional                                                                   | Esportivo                                                                       | Caxias                                                                          | Amarildo Internacional                                  | 17                 |
| 68ª                                                                                       | 1988               | Grêmio (26)                                                                     | Internacional                                                                   | Pelotas                                                                         | Santa Cruz                                                                      | Lima Grêmio                                             | 10                 |
| 69ª                                                                                       | 1989               | Grêmio (27)                                                                     | Internacional                                                                   | Caxias                                                                          | Glória                                                                          | Caio Juventude                                          | 10                 |
| 70ª                                                                                       | 1990               | Grêmio (28)                                                                     | Caxias                                                                          | Internacional                                                                   | Juventude                                                                       | Nílson Grêmio                                           | 22                 |
| 71ª                                                                                       | 1991               | Internacional (30)                                                              | Grêmio                                                                          | Juventude                                                                       | Lajeadense                                                                      | Gélson Lajeadense                                       | 17                 |
| 72ª                                                                                       | 1992               | Internacional (31)                                                              | Grêmio                                                                          | Pelotas                                                                         | Caxias                                                                          | Gílson Brasil de Pelotas                                | 13                 |
| 73ª                                                                                       | 1993               | Grêmio (29)                                                                     | Internacional                                                                   | Juventude                                                                       | Pelotas                                                                         | Mauro Grêmio Santanense                                 | 19                 |
| 74ª                                                                                       | 1994               | Internacional (32)                                                              | Juventude                                                                       | Ypiranga de Erechim                                                             | Glória                                                                          | Paulo Gaúcho Ypiranga de Erechim                        | 24                 |
| 75ª                                                                                       | 1995               | Grêmio (30)                                                                     | Internacional                                                                   | Juventude                                                                       | São Luiz                                                                        | Ailton Ypiranga de Erechim                              | 16                 |
| 76ª                                                                                       | 1996               | Grêmio (31)                                                                     | Juventude                                                                       | Santo Ângelo                                                                    | Internacional                                                                   | Sandro Pires Ypiranga de Erechim                        | 16                 |
| 77ª                                                                                       | 1997               | Internacional (33)                                                              | Grêmio                                                                          | Veranópolis                                                                     | Brasil de Pelotas                                                               | Marcus Vinícius Guarani-VA                              | 27                 |
| 78ª                                                                                       | 1998               | Juventude (1)                                                                   | Internacional                                                                   | Brasil de Pelotas                                                               | Veranópolis                                                                     | Badico Internacional-SM                                 | 17                 |
| 79ª                                                                                       | 1999               | Grêmio (32)                                                                     | Internacional                                                                   | Veranópolis                                                                     | Juventude                                                                       | Ronaldinho Gaúcho Grêmio                                | 15                 |
| 80ª                                                                                       | 2000               | Caxias (1)                                                                      | Grêmio                                                                          | Internacional                                                                   | Juventude                                                                       | Felipe Passo Fundo                                      | 13                 |
| 81ª                                                                                       | 2001               | Grêmio (33)                                                                     | Juventude                                                                       | Pelotas                                                                         | Internacional                                                                   | Chiquinho São José-RS                                   | 15                 |
| 82ª                                                                                       | 2002               | Internacional (34)                                                              | 15 de Novembro                                                                  | Juventude                                                                       | Pelotas                                                                         | Sandro Sotilli 15 de Novembro                           | 21                 |
| 83ª                                                                                       | 2003               | Internacional (35)                                                              | 15 de Novembro                                                                  | Juventude                                                                       | São Gabriel                                                                     | Flávio Pelotas                                          | 18                 |
| 84ª                                                                                       | 2004               | Internacional (36)                                                              | Canoas[c]                                                                       | Glória                                                                          | Grêmio                                                                          | Sandro Sotilli Glória                                   | 27                 |
| 85ª                                                                                       | 2005               | Internacional (37)                                                              | 15 de Novembro                                                                  | Glória                                                                          | Grêmio                                                                          | Felipe Passo Fundo                                      | 10                 |
| 86ª                                                                                       | 2006               | Grêmio (34)                                                                     | Internacional                                                                   | Juventude                                                                       | Caxias                                                                          | Giancarlo Novo Hamburgo                                 | 14                 |
| 87ª                                                                                       | 2007               | Grêmio (35)                                                                     | Juventude                                                                       | Veranópolis                                                                     | Caxias                                                                          | Vítor Hugo Veranópolis                                  | 13                 |
| 88ª                                                                                       | 2008               | Internacional (38)                                                              | Juventude                                                                       | Inter de Santa Maria                                                            | Caxias                                                                          | Alex/Mendes Internacional/Juventude                     | 13                 |
| 89ª                                                                                       | 2009               | Internacional (39)                                                              | Grêmio                                                                          | Ypiranga de Erechim                                                             | Veranópolis                                                                     | Taison Internacional                                    | 15                 |
| 90ª                                                                                       | 2010               | Grêmio (36)                                                                     | Internacional                                                                   | Caxias                                                                          | São José-RS                                                                     | Jefferson São José-RS                                   | 13                 |
| 91ª                                                                                       | 2011               | Internacional (40)                                                              | Grêmio                                                                          | Juventude                                                                       | Cruzeiro-RS [d]                                                                 | Leandro Damião Internacional                            | 17                 |
| 92ª                                                                                       | 2012               | Internacional (41)                                                              | Caxias                                                                          | Grêmio                                                                          | Veranópolis                                                                     | Leandro Damião Internacional                            | 11                 |
| 93ª                                                                                       | 2013               | Internacional (42)                                                              | Lajeadense                                                                      | São Luiz                                                                        | Grêmio                                                                          | Diego Forlán Internacional                              | 9                  |
| 94ª                                                                                       | 2014               | Internacional (43)                                                              | Grêmio                                                                          | Brasil de Pelotas                                                               | Caxias                                                                          | Hernán Barcos Grêmio                                    | 13                 |
| 95ª                                                                                       | 2015               | Internacional (44)                                                              | Grêmio                                                                          | Brasil de Pelotas                                                               | Juventude                                                                       | Michel Passo Fundo                                      | 11                 |
| 96ª                                                                                       | 2016               | Internacional (45)                                                              | Juventude                                                                       | Grêmio                                                                          | São José-RS                                                                     | Heliardo São José-RS                                    | 8                  |
| 97ª                                                                                       | 2017               | Novo Hamburgo (1)                                                               | Internacional                                                                   | Caxias                                                                          | Grêmio                                                                          | Brenner/Miller Bolaños Internacional/Grêmio             | 7                  |
| 98ª                                                                                       | 2018               | Grêmio (37)                                                                     | Brasil de Pelotas                                                               | São José-RS                                                                     | Avenida                                                                         | Michel São Luiz                                         | 8                  |
| 99ª                                                                                       | 2019               | Grêmio (38)                                                                     | Internacional                                                                   | Caxias                                                                          | São Luiz                                                                        | Marcão/Rafael Gava São Luiz/Caxias                      | 6                  |
| 100ª                                                                                      | 2020               | Grêmio (39)                                                                     | Caxias                                                                          | Internacional                                                                   | Esportivo                                                                       | Diego Souza Grêmio                                      | 9                  |
| 101ª                                                                                      | 2021               | Grêmio (40)                                                                     | Internacional                                                                   | Juventude                                                                       | Caxias                                                                          | Diego Souza Grêmio                                      | 7                  |
| 102ª                                                                                      | 2022               | Grêmio (41)                                                                     | Ypiranga de Erechim                                                             | Internacional                                                                   | Brasil de Pelotas                                                               | Erick Ypiranga de Erechim                               | 6                  |
| 103ª                                                                                      | 2023               | Grêmio (42)                                                                     | Caxias                                                                          | Internacional                                                                   | Ypiranga de Erechim                                                             | Pedro Henrique Internacional                            | 8                  |
| 104ª                                                                                      | 2024               | Grêmio (43)                                                                     | Juventude                                                                       | Internacional                                                                   | Caxias                                                                          | Diego Costa/Franco Cristaldo Grêmio                     | 6                  |
| 105ª                                                                                      | 2025               | Internacional (46)                                                              | Grêmio                                                                          | Juventude                                                                       | Caxias                                                                          | Emerson Galego Ypiranga de Erechim                      | 8                  |

Legenda
| Também venceu o Campeonato Brasileiro                |
| Também venceu a Copa Libertadores                    |
| Também venceu a Copa do Brasil ou Copa Sul-Americana |

Notas
a. ^  Como 9º Regimento da Infantaria.

b. ^  Como Esporte Clube Floriano.

c. ^  Como Sport Club Ulbra.

d. ^  Nessa época, o Cruzeiro era de Porto Alegre.

## Títulos

### Por clube
| Clube                                     | Campeão | Anos do títulos | Vice | Anos do vice |
| ----------------------------------------- | ------- | --- | ---- | --- |
| Internacional (Porto Alegre)              | 46      | 1927, 1934, 1940, 1941, 1942, 1943, 1944, 1945, 1947, 1948, 1950, 1951, 1952, 1953, 1955, 1961, 1969, 1970, 1971, 1972, 1973, 1974, 1975, 1976, 1978, 1981, 1982, 1983, 1984, 1991, 1992, 1994, 1997, 2002, 2003, 2004, 2005, 2008, 2009, 2011, 2012, 2013, 2014, 2015, 2016 e 2025 | 23   | 1936, 1962, 1963, 1964, 1966, 1967, 1968, 1977, 1980, 1985, 1986, 1987, 1988, 1989, 1993, 1995, 1998, 1999, 2006, 2010, 2017, 2019 e 2021                               |
| Grêmio (Porto Alegre)                     | 43      | 1921, 1922, 1926, 1931, 1932, 1946, 1949, 1956, 1957, 1958, 1959, 1960, 1962, 1963, 1964, 1965, 1966, 1967, 1968, 1977, 1979, 1980, 1985, 1986, 1987, 1988, 1989, 1990, 1993, 1995, 1996, 1999, 2001, 2006, 2007, 2010, 2018, 2019, 2020, 2021, 2022, 2023 e 2024                   | 28   | 1919, 1920, 1925, 1930, 1933, 1935, 1961, 1969, 1970, 1971, 1972, 1973, 1974, 1975, 1976, 1978, 1981, 1982, 1984, 1991, 1992, 1997, 2000, 2009, 2011, 2014, 2015 e 2025 |
| Guarany (Bagé)                            | 2       | 1920 e 1938 | 3    | 1926, 1929 e 1958 |
| Juventude (Caxias do Sul)                 | 1       | 1998 | 8    | 1965, 1994, 1996, 2001, 2007, 2008, 2016 e 2024 |
| Brasil de Pelotas (Pelotas)               | 1       | 1919 | 5    | 1953, 1954, 1955, 1983 e 2018 |
| Bagé (Bagé)                               | 1       | 1925 | 5    | 1927, 1928, 1940, 1944 e 1957 |
| Pelotas (Pelotas)                         | 1       | 1930 | 5    | 1932, 1945, 1951, 1956 e 1960 |
| Novo Hamburgo (Novo Hamburgo)             | 1       | 2017 | 5    | 1942, 1947, 1949, 1950 e 1952 |
| Caxias (Caxias do Sul)                    | 1       | 2000 | 4    | 1990, 2012, 2020 e 2023 |
| Rio-Grandense (Rio Grande)                | 1       | 1939 | 3    | 1937, 1938 e 1946 |
| Farroupilha (Pelotas)                     | 1       | 1935 | 2    | 1934 e 1959 |
| Grêmio Santanense (Santana do Livramento) | 1       | 1937 | 2    | 1939 e 1948 |
| Rio Grande (Rio Grande)                   | 1       | 1936 | 1    | 1941 |
| Cruzeiro (Porto Alegre)                   | 1       | 1929 | 0    | |
| Americano (Porto Alegre)                  | 1       | 1928 | 0    | |
| São Paulo (Rio Grande)                    | 1       | 1933 | 0    | |
| Renner (Porto Alegre)                     | 1       | 1954 | 0    | |
| 15 de Novembro (Campo Bom)                | 0       | | 3    | 2002, 2003 e 2005 |
| Guarani (Alegrete)                        | 0       | | 2    | 1922 e 1931 |
| Riograndense (Santa Maria)                | 0       | | 1    | 1921 |
| Guarany (Cachoeira do Sul)                | 0       | | 1    | 1943 |
| Esportivo (Bento Gonçalves)               | 0       | | 1    | 1979 |
| Canoas (Canoas)                           | 0       | | 1    | 2004 |
| Lajeadense (Lajeado)                      | 0       | | 1    | 2013 |
| Ypiranga de Erechim (Erechim)             | 0       | | 1    | 2022 |

### Por cidade
| Cidade                | Campeão | Vice |
| --------------------- | ------- | ---- |
| Porto Alegre          | 93      | 51   |
| Pelotas               | 3       | 12   |
| Bagé                  | 3       | 8    |
| Rio Grande            | 3       | 4    |
| Caxias do Sul         | 2       | 12   |
| Santana do Livramento | 1       | 2    |
| Novo Hamburgo         | 1       | 5    |
| Campo Bom             | 0       | 3    |
| Alegrete              | 0       | 2    |
| Bento Gonçalves       | 0       | 1    |
| Cachoeira do Sul      | 0       | 1    |
| Canoas                | 0       | 1    |
| Erechim               | 0       | 1    |
| Lajeado               | 0       | 1    |
| Santa Maria           | 0       | 1    |

### Campeões consecutivos
Octacampeonatos
- Internacional (Porto Alegre): 1 vez (1969-1976)

Heptacampeonatos
- Grêmio (Porto Alegre): 2 vezes (1962-1968 e 2018-2024)

Hexacampeonatos
- Internacional (Porto Alegre): 2 vezes (1940-1945 e 2011-2016)
- Grêmio (Porto Alegre): 1 vez (1985-1990)

Pentacampeonatos
- Grêmio (Porto Alegre): 1 vez (1956-1960)

Tetracampeonatos
- Internacional (Porto Alegre): 3 vezes (1950-1953, 1981-1984 e 2002-2005)

Bicampeonatos
- Grêmio (Porto Alegre): 5 vezes (1921-1922, 1931-1932, 1971-1980, 1995-1996 e 2006-2007)
- Internacional (Porto Alegre): 3 vezes (1947-1948, 1991-1992 e 2008-2009)

### Temporadas entre os quatro primeiros colocados
Durante as 102 edições do Campeonato Gaúcho, 54 equipes se figuraram entre as quatro melhores colocações do campeonato. Apenas em sete edições, Internacional ou Grêmio não conseguiram ficar no G4 do Gaúchão: 1994 (Grêmio em 6º), 1998 (Grêmio em 5º), 2002 (Grêmio em 7º), 2003 (Grêmio em 6º), 2007 (Internacional em 7º), 2008 (Grêmio em 5º) e 2018 (Internacional em 6º). Dentre as equipes do interior, o Juventude e o Caxias são os clubes que mais vezes finalizaram o campeonato entre os quatro primeiros, com 27 temporadas no G4.
* Entre 1919 e Campeonato Gaúcho de Futebol de 2025. 
| Pos | Times                         | Total | Participações | 1º | 2º | 3º | 4º |
| --- | ----------------------------- | ----- | ------------- | -- | -- | -- | -- |
| 1   | Internacional (Porto Alegre)  | 79    | 82            | 46 | 23 | 7  | 3  |
| 2   | Grêmio (Porto Alegre)         | 78    | 84            | 43 | 28 | 3  | 4  |
| 3   | Juventude (Caxias do Sul)     | 28    | 64            | 1  | 8  | 12 | 7  |
| 4   | Caxias (Caxias do Sul)        | 28    | 64            | 1  | 4  | 9  | 14 |
| 6   | Novo Hamburgo (Novo Hamburgo) | 23    | 75            | 1  | 5  | 7  | 10 |
| 5   | Brasil (Pelotas)              | 22    | 61            | 1  | 5  | 9  | 7  |
| 7   | Pelotas (Pelotas)             | 12    | 58            | 1  | 5  | 3  | 3  |
| 8   | Guarany de Bagé (Bagé)        | 11    | 36            | 2  | 3  | 2  | 4  |
| 9   | Esportivo (Bento Gonçalves)   | 9     | 45            | 0  | 1  | 4  | 4  |
| 10  | Bagé (Bagé)                   | 7     | 25            | 1  | 5  | 0  | 1  |

Legenda
| Contagem do G-4 atualizada após a última edição           |
| Contagem de participações atualizada após a última edição |

## Participações por clube
Abaixo lista com os 84 clubes que participaram ao menos uma vez do Campeonato Gaúcho até a edição de 2025 (Hoje).
| #  | Clubes                                     | Ano |
| -- | ------------------------------------------ | --- |
| 84 | Grêmio (Porto Alegre)                      | 1919-1922, 1925-1926, 1930-1933, 1935, 1946, 1949, 1956-2026                                                     |
| 82 | Internacional (Porto Alegre)               | 1927, 1934, 1936, 1940-1945, 1947-1948, 1950-1953, 1955, 1961-2026                                               |
| 75 | Novo Hamburgo (Novo Hamburgo)              | 1930-1931, 1934-1937, 1939, 1942-1944, 1946-1950, 1952, 1961-1975, 1977-1993, 1997-1999, 2001, 2004-2024, 2026   |
| 64 | Juventude (Caxias do Sul)                  | 1925, 1940, 1961-1971, 1976-2026                                                                                 |
| 64 | Caxias (Caxias do Sul)                     | 1961-1966, 1969-2015, 2017-2026                                                                                  |
| 61 | Brasil de Pelotas (Pelotas)                | 1919, 1921, 1931, 1942, 1948-1950, 1952-1955, 1962-1973, 1977-1988, 1991-1999, 2005-2009, 2014-2025              |
| 58 | Pelotas (Pelotas)                          | 1930, 1932, 1944-1945, 1951, 1956, 1958, 1960-1973, 1975-1980, 1984-2004, 2010-2015, 2019-2021, 2025             |
| 45 | Esportivo (Bento Gonçalves)                | 1970-1980, 1982-2010, 2013-2014, 2020-2021, 2023                                                                 |
| 45 | Santa Cruz-RS (Santa Cruz)                 | 1932, 1957, 1959, 1968-1978, 1984-2013, 2024                                                                     |
| 42 | São José-RS (Porto Alegre)                 | 1961-1962, 1968-1976, 1982, 1997-2026                                                                            |
| 37 | Inter de Santa Maria (Santa Maria)         | 1942, 1945, 1969-1989, 1992-2000, 2008-2011, 2026                                                                |
| 36 | Aimoré (São Leopoldo)                      | 1961-1973, 1975-1976, 1983-1986, 1988-1996, 2014-2016, 2019-2023                                                 |
| 36 | Guarany de Bagé (Bagé)                     | 1920, 1926, 1929, 1935, 1938, 1943, 1946-1948, 1958, 1961-1968, 1970-1973, 1975-1982, 2007-2008, 2022, 2024-2026 |
| 35 | São Luiz (Ijuí)                            | 1974-1977, 1991-2003, 2006-2014, 2018-2026                                                                       |
| 33 | Ypiranga de Erechim (Erechim)              | 1968-1977, 1990-1996, 1998-1999, 2009-2012, 2015-2017, 2020-2026                                                 |
| 32 | Passo Fundo (Passo Fundo)                  | 1930, 1969-1972, 1977-1978, 1987-2006, 2013-2017                                                                 |
| 31 | São Paulo-RS (Rio Grande)                  | 1933, 1968-1969, 1971-1972, 1975, 1978-1984, 1986-1989, 1991-1994, 1996-1998, 2001-2002, 2014-2018               |
| 26 | Veranópolis (Veranópolis)                  | 1994-2019 |
| 25 | Bagé (Bagé)                                | 1922, 1925, 1927-1928, 1939-1940, 1944, 1949, 1953, 1957, 1971-1973, 1975-1980, 1983-1984, 1986, 1994-1995, 1999 |
| 23 | Farroupilha (Pelotas)                      | 1935-1935, 1943, 1959, 1961-1972, 1975-1976, 1980, 1997-1998, 2005-2006                                          |
| 23 | Cruzeiro-RS (Cachoeirinha)                 | 1929, 1961-1965, 1968-1973, 1976-1978, 2011-2018                                                                 |
| 21 | Lajeadense (Lajeado)                       | 1926, 1975-1976, 1980, 1987-1995, 1998-1999, 2011-2016                                                           |
| 19 | Gaúcho (Passo Fundo)                       | 1928, 1939, 1967-1980, 1985, 2006-2007                                                                           |
| 17 | Riograndense (Rio Grande)                  | 1937-1939, 1946-1948, 1957, 1961, 1966-1968, 1973-1977, 1985                                                     |
| 17 | Glória (Vacaria)                           | 1989-1999, 2003-2007, 2016                                                                                       |
| 16 | Riograndense (Santa Maria)                 | 1921, 1927, 1929, 1931, 1933, 1935-1938, 1940-1941, 1947-1948, 1971-1972, 1979                                   |
| 16 | Rio Grande (Rio Grande)                    | 1936, 1941, 1951, 1963-1971, 1975, 1996, 1999-2000                                                               |
| 16 | Guarani-VA (Venâncio Aires)                | 1991-2005, 2007                                                                                                  |
| 16 | Avenida (Santa Cruz do Sul)                | 1971, 1973, 1979, 1999-2001, 2009-2010, 2012, 2015, 2018-2019, 2023-2026                                         |
| 15 | Santo Ângelo (Santo Ângelo)                | 1971-1973, 1975, 1977-1978, 1996-2004                                                                            |
| 14 | São Borja (São Borja)                      | 1975-1987, 1997                                                                                                  |
| 14 | Grêmio Santanense (Santana do Livramento)  | 1925, 1935, 1937, 1939, 1946, 1948, 1975, 1992-1998                                                              |
| 14 | 15 de Novembro (Campo Bom)                 | 1995-2008 |
| 10 | Canoas (Canoas)                            | 2004-2013 |
| 9  | Guarany de Cruz Alta (Cruz Alta)           | 1922, 1925, 1988, 1990-1995                                                                                      |
| 8  | Cachoeira (Cachoeira do Sul)               | 1944, 1947-1948, 1955, 1972-1973, 1975, 1979                                                                     |
| 8  | Guarany-GA (Garibaldi)                     | 1975-1976, 1993-1998                                                                                             |
| 7  | Uruguaiana (Uruguaiana)                    | 1920-1921, 1934, 1938, 1950, 1953, 1955                                                                          |
| 7  | Atlético Carazinho (Carazinho)             | 1972-1976, 1995-1996                                                                                             |
| 7  | Brasil de Farroupilha (Farroupilha)        | 1993-1999 |
| 7  | São José-CS (Cachoeira do Sul)             | 1998-1999, 2003-2007                                                                                             |
| 6  | Palmeirense (Palmeira das Missões)         | 1996-1999, 2002-2003                                                                                             |
| 5  | 14 de Julho (Santana do Livramento)        | 1927, 1949, 1952, 1958, 1960                                                                                     |
| 5  | Ferro Carril (Uruguaiana)                  | 1929, 1954, 1956-1957, 1976                                                                                      |
| 5  | São Gabriel (São Gabriel)                  | 1981, 2002-2005                                                                                                  |
| 4  | Estrela (Estrela)                          | 1976-1979 |
| 4  | Armour (Santana do Livramento)             | 1942, 1974, 1976, 1981                                                                                           |
| 4  | Taquariense (Taquari)                      | 1996-1999 |
| 3  | Guarani de Alegrete (Alegrete)             | 1922, 1930-1931                                                                                                  |
| 3  | Guarany-CS (Cachoeira do Sul)              | 1926, 1943, 1953                                                                                                 |
| 3  | Cruzeiro-SG (São Gabriel)                  | 1955, 1956, 1959                                                                                                 |
| 3  | Atlântico (Erechim) (Erechim)              | 1971, 1975, 1976                                                                                                 |
| 3  | Dínamo (Santa Rosa)                        | 1991-1993 |
| 3  | Ta-Guá (Getúlio Vargas)                    | 1991-1993 |
| 2  | Nacional-SL (São Leopoldo)                 | 1927-1928 |
| 2  | Renner (Porto Alegre)                      | 1938, 1954 |
| 2  | Veronese (Canoas)                          | 1956, 1958 |
| 2  | Nacional-CA (Cruz Alta)                    | 1960, 1972 |
| 2  | Fluminense-RS (Santana do Livramento)      | 1947, 1973 |
| 2  | Encantado (Encantado)                      | 1974-1975 |
| 2  | Sá Viana (Uruguaiana)                      | 1972, 1976 |
| 2  | Alegrete (Alegrete)                        | 1975-1976 |
| 2  | Juventude-GUA (Guaporé)                    | 1975-1976 |
| 2  | Tupi (Crissiumal)                          | 1975-1976 |
| 2  | Pratense (Nova Prata)                      | 1974, 1996 |
| 2  | Sapucaiense (Sapucaia do Sul)              | 2008-2009 |
| 2  | Porto Alegre (Porto Alegre)                | 2010-2011 |
| 2  | Cerâmica (Gravataí)                        | 2012-2013 |
| 2  | Monsoon (Porto Alegre)                     | 2025-2026 |
| 2  | União Frederiquense (Frederico Westphalen) | 2015, 2022 |
| 1  | Independente (Santana do Livramento)       | 1926 |
| 1  | Americano-RS (Porto Alegre)                | 1928 |
| 1  | 14 de Julho (Itaqui)                       | 1932 |
| 1  | Universal (Uruguaiana)                     | 1933 |
| 1  | Riograndense-CA (Cruz Alta)                | 1934 |
| 1  | Botafogo-SG (São Gabriel)                  | 1936 |
| 1  | Ferroviário (Bagé)                         | 1937 |
| 1  | Riograndense-PF (Passo Fundo)              | 1941 |
| 1  | Esperança (Novo Hamburgo)                  | 1945 |
| 1  | Bancário (Pelotas)                         | 1947 |
| 1  | Elite (Santo Ângelo)                       | 1975 |
| 1  | Pradense (Antônio Prado)                   | 1976 |
| 1  | Santa Rosa (Santa Rosa)                    | 1976 |
| 1  | Torrense (Torres)                          | 1999 |

## Maiores goleadas do Campeonato Gaúcho
- 1976 — Internacional 14 x 0 Ferrocarril
- 1933 — Grêmio 12 x 2 Universal
- 1936 — Novo Hamburgo 11 x 0 Botafogo
- 1926 — Bagé 11 x 1 Atlético de São Gabriel
- 1977 — Grêmio 10 x 0 Pelotas
- 1951 — Pelotas 10 x 0 Internacional - SM
- 1922 — Grêmio 10 x 2 Montenegro
- 1942 — Internacional 10 x 2 Novo Hamburgo
- 1978 — Gaúcho 9 x 1 Santo Ângelo
- 1941 — Internacional 9 x 2 Rio Grande
- 1964 — Grêmio 8 x 0 Cruzeiro
- 1968 — Grêmio 8 x 0 Gaúcho
- 1999 — Grêmio 8 x 0 Lajeadense
- 2003 — 15 de Novembro 8 x 0 Passo Fundo
- 2011 — Cruzeiro 8 x 0 Porto Alegre
- 1950 — Novo Hamburgo 8 x 1 Santa Cruz
- 1945 — Internacional 8 x 1 Internacional - SM
- 2008 — Internacional 8 x 1 Juventude
- 2009 — Internacional 8 x 1 Caxias
- 2004 — Grêmio 7 x 0 Caxias
- 2012 — Internacional 7 x 0 Juventude

## Fatos históricos
Em apenas duas edições, o Campeonato Gaúcho não teve nenhum representante da capital, Porto Alegre:
1. Em 1937, a Associação Metropolitana Gaúcha de Esportes Atléticos (AMGEA), entidade porto-alegrense criada em 1929 e filiada à Federação Riograndense de Desportos (FRGD), dividiu-se em duas facções. Como a entidade era fiel à Confederação Brasileira de Desportos (CBD), rival da Federação Brasileira de Futebol (FBF) e sendo esta favorável ao profissionalismo, Internacional e Grêmio, juntamente com Cruzeiro-PoA, Força e Luz e São José, rompem com a AMGEA e criaram a "AMGEA Especializada" (numa tentativa de profissionalizar o futebol gaúcho), enquanto que Americano e Porto Alegre permanecem fiéis à FRGD. Esta facção ficou conhecida como "AMGEA Cebedense" (devido à sua ligação com a CBD) e seu campeão representaria a capital no Campeonato Gaúcho daquele ano. No entanto, o vencedor da competição foi o Esporte Clube Novo Hamburgo, deixando Porto Alegre sem representantes no estadual.
2. Em 1939, a "AMGEA Especializada" rompe contrato com a FBF pelo não cumprimento, por parte desta, de promover a excursão de três clubes cariocas ao Rio Grande do Sul por ano. AMGEA Especializada e Cebedense voltam a fundir-se em uma única AMGEA. Esta, porém, demorou em organizar o Campeonato Citadino de Porto Alegre, que só terminou em fevereiro de 1940. Assim, a capital não indicou representantes ao estadual.

- O Campeonato Gaúcho não contou com nenhum representante da dupla grenal em 4 oportunidades. Em 1928, a capital foi representada no estadual pelo Americano, campeão da Associação Porto Alegrense de Desportos (APAD). No ano seguinte, a dupla se desliga da APAD e funda a AMGEA, com a adesão de outros clubes, sendo o representante de Porto Alegre no Campeonato Gaúcho o Cruzeiro-RS, campeão da APAD. Em 1938, depois de ocorrida a divisão da AMGEA, Grêmio e Internacional ficaram de fora por estarem na “AMGEA Especializada”; o Renner, campeão da “AMGEA Cebedense”, é quem participou da competição no lugar da dupla. E no ano de 1954, o porto-alegrense Renner venceu o campeonato local, que passou a ser chamado de Divisão de Honra, e mais uma vez tirou a dupla grenal da disputa do Campeonato Gaúcho.
- Em 1930 o Pelotas ganhou seu único título estadual de primeira divisão, tendo sido declarado campeão pelo tribunal esportivo. O Grêmio abandonou o jogo aos 26 minutos do segundo tempo após a marcação do terceiro pênalti a favor do Pelotas. Sem equipe adversária, Martial bateu o pênalti contra um gol vazio e empatou a partida, o empate deu o título ao Pelotas. O Grêmio contestou junto ao tribunal, que deu o Pelotas como vencedor do jogo e do campeonato.
- O Internacional é o único octacampeão Gaúcho: 1969, 1970, 1971, 1972, 1973, 1974, 1975 e 1976.
- Com exceção dos campeonatos que não contaram com a participação de Inter e Grêmio, nenhum campeonato terminou sem pelo menos um desses dois clubes em primeiro ou segundo lugar. A maior sequência com a dupla Grenal em primeiro e segundo, independentemente da ordem, foi de 1966 a 1978, treze edições. A primeira vez com os dois clubes nessas colocações foi em 1961, já após quarenta campeonatos disputados (seis sem a participação de ambos). Pós-1961, a maior sequência com a ausência de um deles foi de 2000 a 2005, seis edições.

## Divisões inferiores
Além da segunda divisão do Campeonato Gaúcho surgida com a unificação do certame em 1961, também foi criada uma terceira divisão a partir de 1967, disputada de forma descontinuada ao longo dos anos.
Além das duas divisões inferiores do campeonato, uma forma de valorizar as equipes do interior gaúcho que disputam a Primeira Divisão é o Campeonato do Interior Gaúcho. A competição, ainda de forma simbólica, atribui o troféu à equipe do interior melhor colocada no Campeonato Gaúcho de Futebol. Na verdade, exclui apenas a dupla Grenal, não excluindo as equipes da Região Metropolitana. A partir da fórmula do Campeonato Gaúcho de 2012, até mesmo os demais times de Porto Alegre podem obter o título.